# لابيوندا (ثنائي غناء)
لابيوندا (بالإنجليزية: La Bionda)‏ ثنائي موسيقي إيطالي مكون من الأخوين كارميلو ومايكل أنجلو. لا بيوندا يعتبرون رواد نوع موسيقى الديسكو المسمى «إيطاليو ديسكو ميوزك Italo disco music».
سجل الثنائي ألبومين بين عامي 1973 و 1975، كانت أغانيهم عاطفية على الجيتارات الصوتية (أكوستك). تحققت لهم الشهرة عندما تغير أسلوبهم إلى الديسكو.
أصدر الثنائي في عام 1978 ألبوم «لا بيوندا La Bionda» باللغة الإنجليزية، ويتضمن أغانيهم التي حققت أكبر نجاح: «عاصفة الرمال Sandstorm» و«واحدة لي وواحدة لك One for You, One for Me» و«هناك لي There for Me» التي غنائها الكثيرين من بعدهم مثل: سارة برايتمان، وجوش جروبان، وداليدا، وباتي برافو، وبول بوتس.

## وصلات خارجية
- لابيوندا (ثنائي غناء)
- لابيوندا (ثنائي غناء)
- لابيوندا (ثنائي غناء)
- لابيوندا (ثنائي غناء)